# Губеладзе, Владимир Ясонович
Владимир Ясонович Губела́дзе (1921—1944) — участник Великой Отечественной войны, командир артиллерийского взвода 207-го гвардейского стрелкового полка, 110-я гвардейская стрелковая дивизия, 37-я армия Степного фронта, Герой Советского Союза (1944).

## Биография
Родился 15 июня 1921 года в селе Зекари — ныне Маяковский район Имеретии, Грузия, в крестьянской семье. Грузин. Образование среднее.
В 1939 году был мобилизован в Красную Армию. В 1942 окончил Курсы усовершенствования командного состава. В 1943 году вступил в ВКП(б). С июня 1943 года в боевых частях. Командовал взводом 45-мм орудий.
Участвовал в боях за расширение плацдарма на правом берегу реки в районе села Куцеволовка Онуфриевского района Кировоградской области Украины. Взвод под его командованием артиллерийским огнём успешно подавлял огневые точки противника, чем обеспечивал продвижение стрелковых подразделений. В феврале 1943 года награждён Орденом Красной звезды «за образцовое выполнение боевых заданий командования на фронте борьбы с немецкими захватчиками и проявленные при этом доблесть и мужество».
15 октября 1943 года во время обороны ключевой высоты взвод подбил два вражеских танка, затем лично поразил ещё 3 танка, что в итоге помогло удержать высоту.
Погиб в бою 8 февраля 1944 года.
Указом Президиума Верховного Совета СССР «О присвоении звания Героя Советского Союза офицерскому, сержантскому и рядовому составу Красной Армии» от 22 февраля 1944 года за «образцовое выполнение боевых заданий командования при форсировании реки Днепр, развитие боевых успехов на правом берегу реки и проявленные при этом отвагу и геройство» удостоен посмертно звания Героя Советского Союза.

## Память
В райцентре Маяковского района Багдати установлен бюст героя, одна из улиц названа его именем.